# Peer Maas
Peer Maas, né le 10 janvier 1951 à Wouw, est un coureur cycliste néerlandais, actif entre 1971 et 1981.

## Carrière sportive
En 1973, il a participé à la course d'un jour Ronde van Midden-Zeeland et en 1974 au Tour de RDA. En 1975, 1976 et 1979, il a participé au Olympia's Tour. En 1975, il a participé à l'Omloop Het Volk espoirs et, en 1981, au Tour de Hollande-Septentrionale.

## Palmarès
- 1973
  - Ronde van Midden-Zeeland
- 1975
  - 2e et 8e étapes de l'Olympia's Tour
  - Ronde van Zuid-Holland
  - 2e de l'Omloop Het Volk espoirs
- 1977
  - 2e du Ronde van Zuid-Holland
- 1979
  - Omloop van de Braakman
- 1981
  - Tour de Hollande-Septentrionale
  - Ronde van Zuid-Holland
  - Omloop van de Braakman